# Rock the Kasbah (film)
Rock the Kasbah (titlu original: Rock the Kasbah) este un film american muzical de comedie din 2015 regizat de Barry Levinson și scris de Mitch Glazer. Rolurile principale au fost interpretate de Bill Murray ca un manager de talente trimis în Afganistan pentru un turneu USO, Kate Hudson, Bruce Willis și Leem Lubany. Compania Open Road Films a lansat filmul la 23 octombrie 2015.

## Distribuție
- Bill Murray - Richie Lanz
- Kate Hudson - Merci
- Zooey Deschanel - Ronnie
- Danny McBride - Nick
- Scott Caan - Jake
- Leem Lubany - Salima
- Beejan Land - Daoud
- Eugenia Kuzmina - Gula
- Arian Moayed - Riza
- Bruce Willis - Bombay Brian
- Taylor Kinney - Private Barnes
- Glenn Fleshler - Army Warrant Office
- Sameer Ali Khan - Azam Ghol
- Fahim Fazli - Tariq
- Jonas Khan - Nizar
- Sarah Baker - Maureen